# The Chariot
The Chariot é uma banda de metalcore formada em Douglasville, Geórgia, em 2003.
A banda foi alvo de mudanças constantes dos seus membros. O último alinhamento foi composto pelo baterista David Kennedy, o vocalista Josh Scogin e os guitarristas Brandon Henderson e Stephen Harrison. A banda toca uma sonoridade abrasiva do metalcore que não é muito comum numa banda deste género. A banda construiu uma reputação em torno dos seus espetáculos ao vivo, apelidados de "lendários" e "destrutivos". As suas letras referem-se a assuntos tão diversos como o materialismo, política e mesmo a religião.
A banda foi formada por Scogin pouco depois de abandonar outra banda de metalcore na qual era vocalista, Norma Jean. Em 2004, foi assinado um contrato com a gravadora Solid State Records e estrearam o seu primeiro álbum, Everything Is Alive, Everything Is Breathing, Nothing Is Dead, and Nothing Is Bleeding. A banda entrou em torné desde essa altura. Lançam em 2005 o EP Unsung e os álbuns The Fiancée em 2007, Wars and Rumors of Wars em 2009, Long Live em 2010 e por fim One Wing em 2012. A banda pôs fim a dez anos de história após um concerto de despedida em 2013.

## História
A banda foi formada por Josh Scogin praticamente a seguir da sua saída de Norma Jean. Scogin foi o vocalista de Norma Jean durante dois anos, tendo participado na gravação do aclamado Bless the Martyr and Kiss the Child em 2002. Norma Jean atuou no festival Furnace Fest em Birmingham, Alabama nesse mesmo ano. No final do espetáculo, Scogin chocou a audiência e os seus colegas de grupo anunciando a sua partida:
| “ | "I wish I had some great story about a big fight or aliens or something, but really it was just something that I felt led to do". | ” |

Quando questionado se a sua saída era devido a conflitos internos, disse:
| “ | "Not at all. My leaving them was completely a peaceful event. It was all something personal for me and had nothing really to do with the band at all". | ” |

O anúncio gerou uma onda de tristeza e choro por parte dos fãs do género hardcore. Scogin regressou a Douglasville em 2003 e começou no projeto com outros músicos da mesma região; o primeiro alinhamento incluía os guitarristas Keller Harbin e Tony "Taco" Medina, o baixista Jason Beiser e o baterista Jeff Carter. O nome da banda foi inspirado na história bíblica de Elias e a sua carroça de fogo.
Em 2004, foi assinado um contrato com a gravadora Solid State Records, uma subdivisão do metal da Tooth & Nail Records.A banda viajou para Atlanta, Geórgia e trabalhou no seu primeiro disco com Matt Goldman.Todo o álbum foi gravado ao vivo e num único take.
| “ | "It is more comfortable for everyone, [We] wanted to record it all natural and leave many of our screw ups and many of our flaws. […People] see perfect shows and they hear perfect recordings. We really wanted everyone to hear something that was authentically us and not a computer". | ” |

O álbum foi lançado em Novembro com o título Everything Is Alive, Everything Is Breathing, Nothing Is Dead, and Nothing Is Bleeding,que era uma paródia a discos com nomes mórbidos: "Morte, Matança, ou Sangue"; Scogin explicou:
| “ | "[We] just sort of thought it would be a breath of fresh air to name our CD the exact opposite of all that". | ” |

O álbum estreou no nº 23 do Top Heatseekers, e recebeu críticas bastante favoráveis por parte dos media. Segui-se uma torné juntamente com As Cities Burn, He Is Legend e Showbread na Young Bloods Tour de Inverno. Medina e Cárter deixaram a banda pouco depois, sendo substituídos por Brian Khounvichit e Mark Nicks respectivamente. Nicks foi mais tarde substituído pelo baterista Jake Ryan. Em Setembro de 2005, The Chariot começou uma torné que iria passar por vinte e sete cidades iniciando em Poughkeepsie, Nova Iorque, juntamente com High on Fire, Every Time I Die e The Red Chord.O EP Unsung, foi editado no início de Dezembro. Contava com duas novas faixas e quatro regravações do seu álbum de estreia. O EP teve uma boa crítica por parte dos media. A banda tocou juntamente com bandas da mesma gravadora, As Cities Burn, MewithoutYou e  Underoath nesse mesmo mês.A torné continuou durante o ano de 2006 juntamente com P.O.D. na Primavera, e teve a oportunidade de participar no Sounds of the Underground Tour juntamente com As I Lay Dying no verão. Em Junho de 2006, Beiser e Harbin foram substituídos pelo baixista Dan Eaton e pelo guitarrista Jon Terry respectivamente. Os dois elementos foram e ainda são grandes amigos da banda.
The Chariot entrou novamente em torné, Youngbloods II Tour iniciou-se no Outono com bandas da Solid State, August Burns Red, Destroy the Runner e Inhale Exhale. Em Janeiro de 2007, a banda deslocou-se ao Velho Continente para realizar uma torné junto com Becoming the Archetype e Shaped by Fate. Por essa altura foi recrutado outro membro, o baixista Jon "KC Wolf" Kindler.Em Abril do mesmo ano, e após atrasos relacionados com o alinhamento, a banda edita o seu segundo álbum, The Fiancée.O trabalho de produção e gravação esteve a cargo de Matt Goldman, tendo tido alguns contratempos:
| “ | "It was actually a very easy record to write, it came more naturally to us". | ” |

Contudo, Scogin esperou que a música estivesse pronta e só depois é que passaria a escrever a letra, um exercício que jamais quererá fazer. Hayley Williams vocalista dos Paramore teve uma participação na faixa "Then Came To Kill" assim como Aaron Weiss dos MewithoutYou quando tocou harmónica na faixa "Forgive Me Nashville"; Scogin já era amigo de ambos os artistas desde há muitos anos. The Fiancée estreou-se no nº 169 da Billboard 200, tendo vendido 6 mil e 800 cópias, e foi alvo de críticas bastante positivas. A banda juntou-se a Misery Signals, I Am Ghost e I Hate Sally, tendo depois feito uma pequena passagem pela Warped Tour no Verão. Quando o vocalista dos Norma Jean, Cory Brandan Putman ficou doente no México, Scogin tomou o seu lugar. Uma outra torné de The Fiancée Tour foi prolongada até à Primavera de 2008, junto com LoveHateHero, Alesana, Our Last Night e Sky Eats Airplane.
O terceiro álbum de estúdio, Wars and Rumors of Wars, foi lançado em Maio de 2009. O alinhamento sofreu de novo alterações, deixando Scogin como o único membro que participou nos discos anteriores, Ryan e Eaton deixaram a banda de forma amigável e juntaram-se à banda de indie pop Queens Club que tinha assinado contrato com a Tooth & Nail Records. O título do disco foi inspirado na passagem bíblica de Mateus 24:6 que diz (em inglês):
| “ | "You will be hearing of wars and rumors of wars…" "Haveis de ouvir falar de guerras e rumores de guerras" | ” |

Scogin explica que o álbum refere-se ao conflito interno das pessoas, e não a guerra literal.A banda fez todo o trabalho de capa e notas manualmente para as primeiras 25 mil cópias. Wars and Rumors of War estreou no nº 112 da Billboard 200, a melhor estreia de sempre da banda, até à data,tendo obtido igualmente ótimas criticas acerca do disco. The Chariot atuaram na Scream the Prayer Tour junto com Haste the Day, Oh, Sleeper e Project 86 nesse mesmo verão.No início de Novembro, Norma Jean iria iniciar uma torné pelos Estados Unidos, a Explosions 2009 Tour junto com The Chariot, HORSE the band e ainda Arsonists Get All The Girls.

## Estilo e influência musical

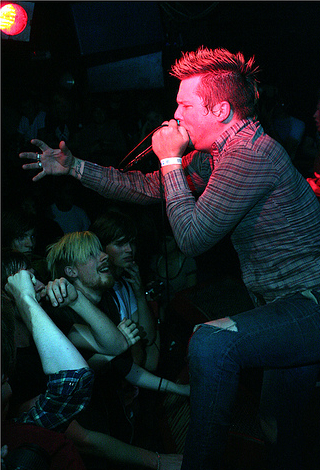
Scogin

A música da banda é caracterizada pelo metal extremo, bem como pela potente voz de Josh Scogin. Diversos jornalistas de música referem a música como "caótica"; o editor Alex Henderson do Allmusic descreve como sendo "dense, clobbering sledgehammer",enquanto Brian Shultz da Alternative Press define-a como "manically pounding, distortion-soaked exercises of catharsis". The Chariot foi muitas vezes rotulada como uma banda de metalcore. Contudo a sonoridade apresentada foge um pouco ao género, não deixando espaço para "nonstop firestorm of exploding drums, heaving guitars, and visceral shrieking", como refere o editor do Allmusic Corey Apar. A banda apresenta normalmente canções curtas.Alguns jornalista acreditam que assim a música torna-se num desafio e adquire sabor.
As atuações ao vivo são muito importantes para a banda. "Nós adoramos tocar ao vivo", diz Scogin, "É disto que esta banda se trata, tocar ao vivo". Esta mentalidade é passada para o processo de gravação, tendo mesmo o primeiro disco sido gravado ao vivo e de um só take. Os dois trabalhos seguinte seguiram os métodos mais tradicionais:
| “ | "We may go in and [fix] this one part, but […] there's lots of stuff we probably should have tightened up. [Risos] But that [keeps] it feeling like a real record". | ” |

Apesar da tentativa de mudança do processo de gravação, Scogin manteve a sua atenção nas atuações ao vivo:
| “ | "…recording records, that's all circled around hopefully bringing more kids to the live show so we can perform for them". | ” |

Os concertos da banda criaram uma reputação; a MTV apelidou-os de "the thing of metalcore legend". Questionado sobre a sua prestação na Scream the Prayer Tour, o presidente da HM Magazine Doug Van Pelt escreveu:
| “ | "The best word I can find is destruction. There’s a frantic mix of bodies flailing, limbs flying, strings bending [..] Scogin threw his microphone twice, the guitarist climbed up on the stack of amps and hung from the rafters twice, and the set ended with the band piling up amps, drums, mic stands, lights and instruments in the middle of the stage and scraping their guitar strings across the edges of the pile. I wouldn’t have been surprised if they poured gasoline on the mess and lit it up". | ” |

Artistas com grande presença em palco influenciaram fortemente Scogin; entre eles estão James Brown, Frank Sinatra, Jerry Lee Lewis e Elvis Presley.É igualmente fã de Arcade Fire, The Beatles, Björk, Interpol e The Killers. Numa entrevista dada por Scogin, expressou que gostava de ter visto At the Drive-In e Nirvana antes de terem acabado.
As letras da músicas de Scogin baseavam-se em temas desde o materialismo, morte e a indústria de música cristã de Nashville. As letras para Rumors of Wars foram escritas após uma perda familiar:
| “ | "…only a year ago my father passed away. And I hate to say this, because it sounds like such a band-dude thing to say, but the lyrics are a lot darker than any other record just because of how personal they are for me". | ” |

Scogin chama as suas músicas de poemas e diz que "uma canção nunca acaba, fica abandonada" e que:
| “ | "…as an artist you can forever be changing a song or making a song 'better' or whatever but the moment that you stop recording and send it off to be mastered you have not 'finished' the song…you have only abandoned the song and that is how it will stay forever". | ” |

Por vezes as letras revelam temas e crenças cristãs.Por exemplo na faixa "Yellow Dress: Locked Knees" do disco Everything Is Alive, Everything Is Breathing, Nothing Is Dead, and Nothing Is Bleeding, contém letras em espanhol: "Jesus, yo quiero que este mundo te conosca."; que quando traduzido diz: "Jesus, quero que este mundo Te conheça". A música "And Shot Each Other" do álbum The Fiancée contém a quadra: "How happy is a child of grace, who feels his sins forgiven / This world, he cries, is not my place / I seek a place in Heaven".
The Chariot é frequentemente rotulada como uma banda cristã, à qual Scogin concorda e diz numa entrevista de 2005:
| “ | "We are Christians in a band therefore we are a Christian band. We are not ashamed of our beliefs but we don’t force feed people what we believe either". | ” |

Em 2006, mais tarde acrescenta:
| “ | "When I was growing up, if I liked [a band], I listened to it — and I went to the shows. If I didn't, I didn't. It wasn't like, 'Oh, they don't believe the same thing I do,' […] People care too much about the fashion of it all. To me, a band's either good or they ain't, and that's the only thing that should matter". | ” |

## Membros
Último alinhamento
| Nome              | Instrumento              | Anos        | Outras bandas                        |
| ----------------- | ------------------------ | ----------- | ------------------------------------ |
| Josh Scogin       | Vocal                    | 2003 - 2013 | A Rose By Any Other Name, Norma Jean |
| Brandon Henderson | Guitarra, vocal de apoio | 2011 - 2013 | Slowriter, The Rein                  |
| Stephen Harrison  | Guitarra, vocal de apoio | 2009 - 2013 | Written in Red                       |
| David Kennedy     | Bateria                  | 2008 - 2013 | The Rein                             |

Antigos
| Nome                  | Instrumento              | Ano         | Outras bandas                                      |  |
| --------------------- | ------------------------ | ----------- | -------------------------------------------------- |  |
| Mark McGee            | Bateria                  | 2008        | I Hate Sally                                       |  |
| Jon "KC Wolf" Kindler | Baixo                    | 2006 - 2012 | Asleep for Dreaming                                |  |
| Jon Terrey            | Guitarra, vocal de apoio | 2006 - 2008 | The James Dean Trio                                |  |
| Dan Eaton             | Guitarra, vocal de apoio | 2006 - 2008 | Flattery Leads to Ruins, Brunette, Queens Club     |  |
| Jake Ryan             | Bateria                  | 2005 - 2008 | Flattery Leads to Ruins, Golden Reach, Queens Club |  |
| Joshua Beiser         | Baixo                    | 2003 - 2006 | The Glass Ocean                                    |  |
| Keller Harbin         | Guitarra, vocal          | 2003 - 2006 | The Glass Ocean, Every Time I Die                  |  |
| Mark Nicks            | Bateria                  | 2005        | Cool Hand Luke                                     |  |
| Jeff Carter           | Bateria                  | 2004 - 2005 | Deus Invictus                                      |  |
| Tony Medina           | Guitarra                 | 2003 - 2005 | Juliette                                           |  |

## Discografia

### Álbuns de estúdio
- 2004: Everything Is Alive, Everything Is Breathing, Nothing Is Dead, and Nothing Is Bleeding
- 2007: The Fiancée
- 2009: Wars and Rumors of Wars
- 2010: Long Live
- 2012: One Wing

### EPs
- 2005: Unsung

## Filmografia
- 2004: Ladies And Gentlemen… The Chariot
- 2007: One More Song